# Ateleopus tanabensis
Espèce
Ateleopus tanabensis est un poisson Ateleopodiformes.

## Référence
- Tanaka, 1918 : Twelve new species of Japanese fishes. Dobutsugaku Zasshi (Zoological Magazine Tokyo) 30-356 pp 223-227.